# Raukokore
Raukokore est une localité située dans le nord-est de l’île du Nord de la Nouvelle-Zélande.

## Situation
Elle est localisée tout près d’East Cape sur le trajet de la route State Highway 35 (en), près de l’embouchure du fleuve Raukokore, à 40 kilomètres à l’ouest de Hicks Bay (en).

## Gouvernance
Raukokore est administrée par le conseil du district d’Opotiki (en).

## Bâtiments notables
Le caractère le plus notable de la ville de Raukokore est son église anglicane, un élément du paysage de la « région d’East Cape », qui se tient isolée près de la berge de la baie de Papatea (en). L’église fut classée comme un des 101 plus beaux sites de la région d' « East Cape/Gisborne » par l'Association automobile de Nouvelle-Zélande (en) .